# Валантен де Булонь
Валанте́н де Було́нь, Жан де Було́нь (фр. Valentin de Boulogne, Jean de Boulogne, Jean Valentin [Валантэн], 3 января 1591, Куломье, Иль-де-Франс — 19 августа 1632, Рим), прозванный Лё Валантэн (Ле-Валантэн, Ле-Валантен). Настоящее имя Жан Валантен — французский живописец эпохи барокко. Жил и работал в Италии. Романист, примыкал к течениям караваджизма и тенебризма.

## Биография
Валантен родился в Куломье, регион Иль-де-Франс, Франция, где он был крещён в приходе Сен-Дени 3 января 1591 года, что делает 1590 год вероятным годом его рождения. Фамилия, также записываемая как Булонь (Boulogne), по-видимому, происходит от Булонь-сюр-Мер (Boulogne-sur-Mer), города на севере Франции в колонии Па-де-Кале, хотя семья жила в Куломье по крайней мере с 1489 года. Его отец, которого также звали Валантен (? —1618), и его дядя Жан оба были художниками.
Предполагается, что Валантен обучался искусству в мастерской отца, художника по стеклу, прежде чем поехать в Париж или Фонтенбло, и что он следовал школе живописи Симона Вуэ, которым он восхищался. Затем он уехал в Италию. Он никогда не был женат и не имел детей.
Так же, как и другие «римские французы», — Никола Пуссен и Клод Лоррен, — Жан де Булонь проникся красотами Италии и произведениями итальянского искусства, став убеждённым романистом. Работал сначала в Болонье, с 1614 года в Риме, где, по одной из версий и получил прозвание «Жан из Болоньи» (Jean de Boulogne).
В последние годы Валантен де Булонь пристрастился к вину и считается пропавшим после купания в ледяных водах фонтана «Тритон» на площади Барберини после того, как выпил слишком много.
Среди его учеников были Пьер де Франквиль и Николя Турнье.

## Творчество
Итальянцы посчитали Валантена одним из лучших последователей Караваджо и причисляли его к художникам римской школы. Никола Пуссен не оказал своим творчеством большого влияния на Валантена, но тем не менее рекомендовал его влиятельному покровителю искусств в Риме, кардиналу Барберини. В папском городе Валантен вопреки официальной Академии Святого Луки, стал членом общества «Перелётные птицы» близкого караваджистам. Там он получил прозвание «innamorato» (влюблённый).
Так он стал живописцем бытовых сцен и религиозных картин, в которых следовал «натуральному методу». Обучаясь в Италии у Симона Вуэ, Валантен находился под влиянием Караваджо и его учеников Чекко дель Караваджо, Бартоломео Манфреди и Хосе де Риберы по прозванию Спаньолетто.
Караваджо «следовал поистине реалистической воинственной программе, отвергая как маньеризм, так и классицизирующий натурализм, используя стиль, который льстил чаяниям контрреформационной церкви, подчёркивая простоту и человечность апостолов и мучеников, в то время как его яркая светотень усиливала трёхмерную осязательность фигур и драматизм действия, одновременно напоминая тайну веры».
Однако Валантен довольно скоро расстался с сюжетами религиозного содержания и стал писать во вкусе «Перелётных птиц» фигуры воинов, нищих, бродяг, пристрастившихся к вину, картёжной игре, падших женщин, концерты в тавернах. Одежда играющих иногда обличает их богатство и, может быть, знатность, а выражения лиц, по замечанию некоторых критиков, принадлежат грабителям и плутам.
Валантен получал престижные заказы, в частности, от папы Урбана VIII. Его произведения приобретали кардинал Мазарини и король Людовик XIV, а на протяжении всего XIX века они служили образцом для таких разных мастеров, как Давид и Курбе. Сохранилось около семидесяти пяти его картин, а Лувр обладает самой богатой коллекцией в мире из одиннадцати произведений. В санкт-петербургском Эрмитаже имеются две картины художника: «Отречение Петра» и «Изгнание торгующих из храма».
В Лувре хранится одиннадцать его картин:
- «Концерт»
- «Женщина, гадающая на руке солдату»
- «Две женщины и два солдата»
- «Суд Соломона»
- «Воздадите Кесарево Кесарю» и другие. В Версальском дворце, в спальне короля можно увидеть серию картин, изображающих четырёх евангелистов, приобретённую королём Людовиком XIV в 1670 году[10]

## Произведения художника в хронологическом порядке
| Картина | Название                                 | Год создания  | Размеры                   | Место хранения                                                                                             |  |
| ------- | ---------------------------------------- | ------------- | ------------------------- | --- |  |
|         | «Солдаты, играющие в карты и кости»      | ок. 1618—1620 | холст, масло 121 x 152 cm | Лондонская национальная галерея                                                                            |  |
|         | «Плут»                                   | 1620          | холст, масло 94 x 137 cm  | Дрезден, Галерея старых мастеров                                                                           |  |
|         | «Христос, изгоняющий торгующих из храма» | ок. 1620—1622 | холст, масло 195 x 260 cm | Рим, Национальная галерея старинного искусства (Палаццо Барберини)                                         |  |
|         | «Иоанн Креститель»                       |               | холст, масло 178 x 133 cm | Сен-Жан-де-Морьен (Франция), собор Святого Иоанна                                                          |  |
|         | «Мученичество св. Варфоломея»            | ок. 1620      | холст, масло              | Галерея Академии (Венеция)                                                                                 |  |
|         | «Христос и блудница»                     | ок. 1620      | холст, масло 167 x 219 cm | Лос-Анджелес, Музей Гетти                                                                                  |  |
|         | «Музыканты и солдаты»                    | ок. 1620      | холст, масло 155 x 200 cm | Музей изобразительного искусства (Страсбург)                                                               |  |
|         | «Гадалка»                                | ок. 1620      | холст, масло 149 x 238 cm | Толидо (штат Огайо), Музей искусств                                                                        |  |
|         | «Давид с головой Голиафа и два солдата»  | ок. 1620—1622 | холст, масло 99 x 134 cm  | Мадрид, музей Тиссена-Борнемисы                                                                            |  |
|         | «Мученичество Святого Лаврентия»         | 1621-1622     | холст, масло 195 x 261 cm | Мадрид, Прадо                                                                                              |  |
|         | «Концерт с барельефом»                   | 1622-1625     | холст, масло 173 x 214 cm | Париж, Лувр                                                                                                |  |
|         | «Музыканты»                              | ок. 1624      | холст, масло 127 x 177 cm | Музей изобразительных искусств (Лейпциг)                                                                   |  |
|         | «Воздадите Кесарево Кесарю»              | ок. 1624      | холст, масло 111 x 154 cm | Версаль, музей                                                                                             |  |
|         | «Св. Марк»                               | ок. 1624—1626 | холст, масло 120 x 146 cm | Версаль, музей                                                                                             |  |
|         | «Св. Матфей»                             | ок. 1624—1626 | холст, масло 120 x 146 cm | Версаль, музей                                                                                             |  |
|         | «Св. Лука»                               | ок. 1624—1626 | холст, масло 120 x 146 cm | Версаль, музей                                                                                             |  |
|         | «Св. Иоанн»                              | ок. 1624—1626 | холст, масло 120 x 146 cm | Версаль, музей                                                                                             |  |
|         | «Суд Соломона»                           | ок. 1625      | холст, масло 176 x 210 cm | Париж, Лувр                                                                                                |  |
|         | «Признание невинности Сусанны»           | ок. 1625      | холст, масло 175 x 211 cm | Париж, Лувр                                                                                                |  |
|         | «В кабаке»                               | ок. 1625      | холст, масло 96 x 133 cm  | Париж, Лувр                                                                                                |  |
|         | «Тайная вечеря»                          | 1625—1626     | холст, масло 139 x 230 cm | Рим, Национальная галерея старинного искусства (Палаццо Барберини)                                         |  |
|         | «Суд Соломона»                           | ок. 1625—1626 | холст, масло 174 x 213 cm | Рим, Национальная галерея старинного искусства (Палаццо Барберини)                                         |  |
|         | «Юдифь и Олоферн»                        | ок. 1626      | холст, масло 106 x 141 cm | Валлетта (Мальта), Национальный музей изобразительных искусств (англ. National Museum of Fine Arts, Malta) |  |
|         | «Лютнист»                                | ок. 1626      | холст, масло 128 x 99 cm  | Нью-Йорк, Метрополитен-музей                                                                               |  |
|         | «Концерт»                                | ок. 1626      | холст, масло 112 x 147 cm | Лос-Анджелес, Музей искусств округа Лос-Анджелес                                                           |  |
|         | «Юдифь»                                  | 1626—1628     | холст, масло 97 x 74 cm   | Тулуза, Музей августинцев (фр. Musée des Augustins de Toulouse)                                            |  |
|         | «Отречение святого Петра»                | 1623—1625     | холст, масло 119 x 172 см | Москва, Музей изобразительных искусств имени А. С. Пушкина                                                 |  |
|         | «Христос, изгоняющий торгующих из храма» | ок. 1627—1629 | холст, масло 192 x 266 cm | Санкт-Петербург, Эрмитаж                                                                                   |  |
|         | «Увенчание терновым венцом»              | ок. 1627—1628 | холст, масло 128 x 95 cm  | Мюнхен, Старая пинакотека                                                                                  |  |
|         | «Аллегория Рима»                         | 1628          | холст, масло 333 x 245 cm | Рим, Вилла Ланте                                                                                           |  |
|         | «Моисей»                                 | ок. 1628      | холст, масло 131 x 103 cm | Вена, Музей истории искусств                                                                               |  |
|         | «Гадалка»                                | ок. 1628      | холст, масло 125 x 175 cm | Париж, Лувр                                                                                                |  |
|         | «Концерт»                                | ок. 1628—1630 | холст, масло 175 x 216 cm | Париж, Лувр                                                                                                |  |
|         | «Иоанн Креститель»                       | ок. 1628—1630 | холст, масло              | Камерино (Италия), церковь Санта-Мария-ин-Виа                                                              |  |
|         | «Мученичество св. Прокесса и Мартиниана» | 1629          | холст, масло 302 x 192 cm | Ватиканская пинакотека                                                                                     |  |
|         | «Эрминия среди пастухов»                 | ок. 1629      | холст, масло 135 x 186 cm | Мюнхен, Старая пинакотека                                                                                  |  |
|         | «Четыре возраста человека»               | ок. 1629      | холст, масло 96 x 134 cm  | Лондонская национальная галерея                                                                            |  |
|         | «Самсон»                                 | 1630          | холст, масло              | Художественный музей Кливленда (США)                                                                       |  |
|         | «Жертва Авраама»                         | ок. 1630—1631 | холст, масло 149 x 186 cm | Монреальский музей изящных искусств (Канада)                                                               |  |
|         | «Весёлая компания с гадалкой»            | 1631          | холст, масло 190 x 265 cm | Лихтенштейн, княжеская коллекция                                                                           |  |
|         | «Портрет Raffaello Menicucci»            | 1631—1632     | холст, масло              | Художественный музей Индианаполиса                                                                         |  |
|         |                                          |               |                           | |  |